# Soleymieux
Soleymieux és un municipi francès situat al departament del Loira i a la regió d'Alvèrnia-Roine-Alps. L'any 2007 tenia 580 habitants.

## Demografia

### Població
El 2007 la població de fet de Soleymieux era de 580 persones. Hi havia 225 famílies de les quals 66 eren unipersonals (45 homes vivint sols i 21 dones vivint soles), 53 parelles sense fills, 98 parelles amb fills i 8 famílies monoparentals amb fills.
La població ha evolucionat segons el següent gràfic:
Habitants censats

### Habitatges
El 2007 hi havia 331 habitatges, 231 eren l'habitatge principal de la família, 68 eren segones residències i 32 estaven desocupats. 308 eren cases i 21 eren apartaments. Dels 231 habitatges principals, 183 estaven ocupats pels seus propietaris, 40 estaven llogats i ocupats pels llogaters i 8 estaven cedits a títol gratuït; 1 tenia una cambra, 6 en tenien dues, 44 en tenien tres, 57 en tenien quatre i 122 en tenien cinc o més. 172 habitatges disposaven pel capbaix d'una plaça de pàrquing. A 93 habitatges hi havia un automòbil i a 120 n'hi havia dos o més.

### Piràmide de població
La piràmide de població per edats i sexe el 2009 era:
| Homes | Edats   | Dones |
| ----- | ------- | ----- |
| 0     | 95 o +  | 4     |
| 0     | 90 a 94 | 0     |
| 0     | 85 a 89 | 4     |
| 0     | 80 a 84 | 0     |
| 12    | 75 a 79 | 12    |
| 12    | 70 a 74 | 16    |
| 16    | 65 a 69 | 0     |
| 16    | 60 a 64 | 8     |
| 8     | 55 a 59 | 16    |
| 32    | 50 a 54 | 24    |
| 8     | 45 a 49 | 12    |
| 24    | 40 a 44 | 8     |
| 12    | 35 a 39 | 24    |
| 12    | 30 a 34 | 12    |
| 24    | 25 a 29 | 20    |
| 4     | 20 a 24 | 16    |
| 20    | 15 a 19 | 24    |
| 16    | 10 a 14 | 16    |
| 16    | 5 a 9   | 0     |
| 16    | 0 a 4   | 12    |

## Economia
El 2007 la població en edat de treballar era de 373 persones, 284 eren actives i 89 eren inactives. De les 284 persones actives 256 estaven ocupades (143 homes i 113 dones) i 28 estaven aturades (12 homes i 16 dones). De les 89 persones inactives 22 estaven jubilades, 39 estaven estudiant i 28 estaven classificades com a «altres inactius».

### Ingressos
El 2009 a Soleymieux hi havia 245 unitats fiscals que integraven 622,5 persones, la mediana anual d'ingressos fiscals per persona era de 17.425 €.

### Activitats econòmiques
Dels 23 establiments que hi havia el 2007, 2 eren d'empreses de fabricació d'altres productes industrials, 4 d'empreses de construcció, 3 d'empreses de comerç i reparació d'automòbils, 1 d'una empresa d'hostatgeria i restauració, 2 d'empreses immobiliàries, 2 d'empreses de serveis, 8 d'entitats de l'administració pública i 1 d'una empresa classificada com a «altres activitats de serveis».
Dels 2 establiments de servei als particulars que hi havia el 2009, 1 era una fusteria i 1 lampisteria.
L'únic establiment comercial que hi havia el 2009 era una botiga de mobles.
L'any 2000 a Soleymieux hi havia 12 explotacions agrícoles que ocupaven un total de 420 hectàrees.

## Equipaments sanitaris i escolars
El 2009 hi havia 1 farmàcia i 1 ambulància.
El 2009 hi havia 1 escola elemental i 1 escola elemental integrada dins d'un grup escolar amb les comunes properes formant una escola dispersa.

## Poblacions més properes
El següent diagrama mostra les poblacions més properes.